# توماس توماس (مهندس معماري)
توماس توماس (بالإنجليزية: Thomas Thomas)‏ (و. 1817 – 1888 م) هو مهندس معماري، وكاهن من المملكة المتحدة لبريطانيا العظمى وأيرلندا، وويلز، توفي عن عمر يناهز 71 عاماً.